# Râul Gers
Gers este un râu în partea de sud a Franței. Este un afluent al fluviului Garonne. Izvorăște din departamentul Hautes-Pyrénées lânga localitatea Lannemezan, în Munții Pirinei. Are o lungime de 175 km, un debit mediu de 7 m³/s și un bazin colector de 1.230 km². Se varsă în Garone în amont de Agen.